# Leamington Spa
Royal Leamington Spa, üblicherweise Leamington Spa oder Leamington [ˈlɛmɪŋtən] abgekürzt, ist ein Kurort im Zentrum der Grafschaft Warwickshire in England. Leamington Spa hat 42.304 Einwohner (Stand 2001) und ist nach dem Fluss Leam benannt, der durch die Stadt fließt. Leamington Spa ist der Verwaltungssitz des District Warwick.
Leamington ist der beliebteste Ort in der südlichen Hälfte von Warwickshire (das von Coventry, das zur neuen Grafschaft West Midlands gehört, beinahe in zwei Teile geteilt wird) und bietet bessere Einkaufsmöglichkeiten als andere Städte gleicher Größe. Die Stadt wächst schnell, insbesondere Richtung Süden. Viele Einwohner pendeln von Leamington nach Coventry (16 km nördlich) und Birmingham (40 km nordwestlich).
Viele Studenten und Angestellte der University of Warwick in Coventry wohnen in Leamington; die Stadt hat deshalb ein starkes Nachtleben mit einer großen Zahl von Restaurants und Bars, von günstig bis extravagant.
Leamington ist eine blühende Stadt mit georgianischer und früher viktorianischer Architektur. Vor allem die zahlreichen georgianischen Stadthäuser verleihen Leamington ein bedeutendes Aussehen. Infolge der wachsenden Einwohnerzahl grenzt die Stadt mittlerweile an die Nachbarstadt Warwick. Von manchen Einwohnern wird die Stadt umgangssprachlich Leam genannt.

## Geschichte
Leamington ist eine vergleichsweise junge Stadt. Bis zum Beginn des 19. Jahrhunderts war der Ort nur wenig mehr als ein Dorf. Zur Jahrhundertwende nahm die Balneologie einen Aufschwung und Leamington rühmte sich einer geeigneten Heilquelle.
1814 wurden die Royal Pump Rooms and Baths eröffnet, nahe am Fluss Leam, der durch die Stadt fließt. Diese wunderbare Lage zog viele Besucher an, die sich durch ein Bad in den mit Sole gefüllten Becken Linderung ihrer unterschiedlichen Leiden und Schmerzen erhofften. Leamington wurde schnell ein beliebter Kurort, der die Reichen und Bekannten anzog; infolgedessen wurden zahlreiche Stadthäuser im georgianischen Stil errichtet, um die Besucher unterzubringen.

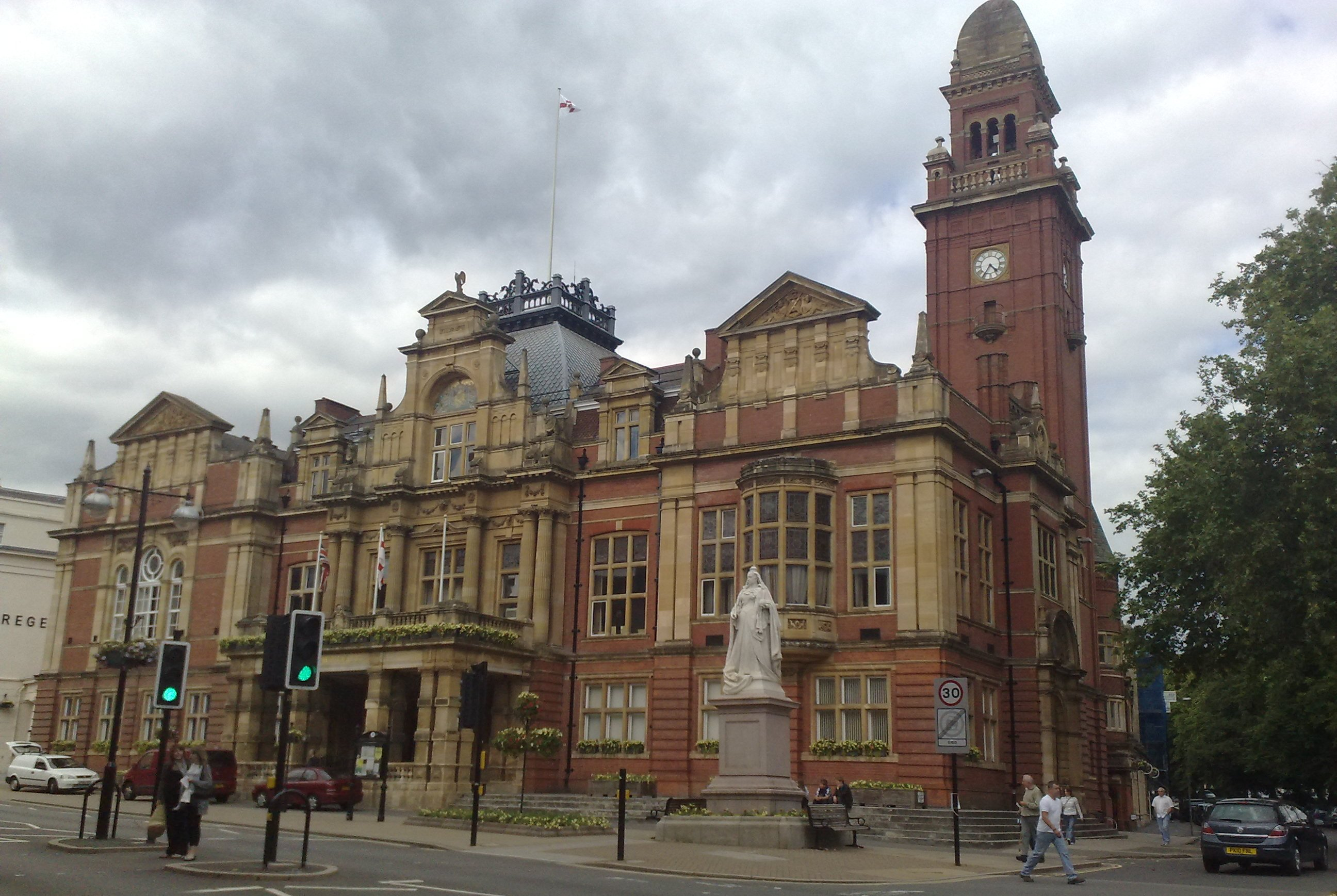
Rathaus mit der Statue von Queen Victoria

Der Ruf Leamingtons breitete sich schnell aus. Nach einem Besuch von Queen Victoria, deren Statue noch heute in Leamington steht, erhielt der Stadtname 1838 den Zusatz Royal.
Die Nutzung der Pumpenräume wechselte über die Jahre. Etwa von Ende des Zweiten Weltkriegs an bis 1996 dienten sie für medizinische Anwendungen. 1996 schloss die Stadtverwaltung die Anlage und wandelte das Gebäude in ein Kulturzentrum um. Hier befindet sich eine Kunstgalerie (Leamington Art Gallery), ein Museum, eine Bibliothek sowie die Touristen-Information und ein Café.
In der Mitte des 19. Jahrhunderts kamen Kurorte aus der Mode. Gleichwohl blieb Leamington ein beliebter Ort bei Ruheständlern und wohlhabenden Einwohnern, die von Coventry und Birmingham hierher zogen. Wegen seiner zahlungskräftigen Bevölkerung wurde Leamington zu einem beliebten Ort für Einkäufe.
1901 war die Bevölkerung von Leamington auf fast 27.000 angewachsen. Während des 20. Jahrhunderts wuchs die Bevölkerung weiter auf über 42.000.
1983 wurde die Stadt mit dem Europapreis für ihre herausragenden Bemühungen um den europäischen Integrationsgedanken ausgezeichnet.

## Nachbarorte
| Leek Wootton, Birmingham                 | Kenilworth, Coventry                        | Cubbington, Rugby, Leicester |
| Warwick, Redditch                        | Kompassrose, die auf Nachbargemeinden zeigt | Southam, Northampton         |
| Stratford-upon-Avon, Worcester, Hereford | Whitnash, Swindon, Marlborough, Salisbury   | Whitnash, Banbury, Oxford    |

- Warwick: 1,5 km westlich
- Whitnash: 1,5 km südlich
- Cubbington: 1,5 km nordöstlich
- Stratford-upon-Avon: 16 km südwestlich
- Kenilworth: 10 km nördlich
- Rugby: 23 km nordöstlich
- Birmingham: 40 km nordwestlich.

## Städtepartnerschaften
- Sceaux, Frankreich (seit 1969)
- Brühl, Deutschland (seit 1973)
- Heemstede, Niederlande (seit 1987)

außerdem bestehen Freundschaften mit:
- Leamington, Ontario, Kanada
- Bo, Sierra Leone

## Söhne und Töchter der Stadt
- Ernest Belfort Bax (1854–1926), sozialistischer Journalist und Philosoph
- Edward Leamington Nichols (1854–1937), Physiker
- Aleister Crowley (1875–1947), Okkultist, Mystiker, Poet, Künstler, Künstler-Manager und Sozialkritiker
- D. J. Enright (1920–2002), Dichter und Literaturkritiker
- Benjamin Anthony Foster (* 1983), Fußballspieler
- Terry Frost (1915–2003), Künstler
- Hilary Griffiths (* 1949), Dirigent, unter anderem Kapellmeister der Oper Köln[2]
- John Richard Hicks (1904–1989), Ökonom
- David Hobbs (* 1939), Automobilrennfahrer
- Christian Horner (* 1973), Automobilrennfahrer
- William Lyons (1901–1985), Automobilbauer und Gründer von Jaguar Cars
- Wilfrid Mellers (1914–2008), Musikkritiker, -wissenschaftler, -pädagoge und Komponist
- Leila Mimmack (* 1993), Schauspielerin
- Rosa Newmarch (1857–1940), Musikschriftstellerin
- Jack Payne (1899–1969), Orchesterleiter und Fernsehmoderator
- Ernest Renshaw (1861–1899), Tennisspieler
- William Renshaw (1861–1904), Tennisspieler
- Annie Schnackenberg (1835–1905), neuseeländische Missionarin
- Riccardo Scimeca (* 1965), Fußballspieler
- Robert Simpson (1921–1997), Komponist
- Bernard Spilsbury (1877–1947), Pathologe und Rechtsmediziner
- Henry Tandey (1891–1977), Empfänger des Victoria Cross, höchstdekorierter britischer Private des Ersten Weltkriegs
- Leon Vitali (1948–2022; geb. als Alfred Leon), Schauspieler